# Mesoleptus juvenilis
Mesoleptus juvenilis là một loài tò vò trong họ Ichneumonidae.